# Все реки текут
Все реки текут (англ. All the Rivers Run) — австралийский мини-сериал, снятый по одноимённому историческому роману Нэнси Като. Подзаголовок сериала — «Сага о женщине в борьбе за выживание» (англ. sweeping saga of one woman's struggle for survival). В главных ролях снялись Сигрид Торнтон и Джон Уотерс
Оригинальный мини-сериал состоял из четырёх двухчасовых (точнее 100 мин.) эпизодов и был показан в Австралии в октябре 1983 года. Премьера сиквела под названием «Все реки текут 2» состоялась 18 марта 1990 года, были показаны две двухчасовые серии.
В США премьера состоялась 15 января 1984 года на канале HBO, в Швеции 5 ноября 1984 года.

## Сюжет
Действие происходит преимущественно в австралийском штате Виктория, в городке Эчука (англ. Echuca), на реке Муррей в 90-х годах XIX века. Корабль, на котором в Австралию в поисках лучшей жизни направляется с родителями юная англичанка Филадельфия Гордон (Сигрид Торнтон), терпит крушение. Оставшаяся сиротой Филадельфия — уменьшительно Дели — поселяется на ферме своей тётушки в окрестностях Эчуки. В доме тетки она знакомится со своим двоюродным братом — Эдамом. Между молодыми людьми возникают дружеские отношения. Родители Эдама, и, особенно, его мать, всячески поощряют их общение — ведь Дели выгодная невеста, доставшееся ей от родителей наследство составляет 3000 фунтов. Однако в Австралии через какое-то время случается банковский кризис и Филадельфия лишается практически всех денег. Единственное, что у неё осталось — это 100 фунтов, которые она успела снять, чтобы помочь когда-то спасшему её при кораблекрушении моряку — Тому, который в настоящее время является собственником колесного парохода, однако дела его идут крайне неудачно. Несмотря на то, что обстоятельства серьёзно изменились, Дели отдает обещанные деньги. Том соглашается их взять, но не в долг, а на условиях инвестирования в дело. Так Дели становится совладелицей парохода, который вскоре переименовывают в её честь — «Филадельфия». Тем временем мать Эдама меняет своё мнение относительно возможного супружества Дели и Эдама — ведь Дели разорена и даже последние деньги пустила на ветер. Да и Эдам тем временем начинает более тесное общение с другой девушкой — дочерью богатых родителей, мало пострадавших от кризиса.
Неожиданно наступает трагическая развязка. На праздничном вечере, куда Дели и Эдам поехали вместе, Дели пользуется ошеломляющим успехом у всех мужчин. Подогретый ревностью и алкоголем, Эдам затаскивает Дели в одну и комнат и предлагает Дели прямо сейчас заняться с ним любовью.
Шокированная Дели решительно отказывает и прогоняет его. Получив резкий отказ, молодой человек в невменяемо-буйном состоянии бросается к запряженному дилижансу, во весь опор гонит домой лошадей и на полном ходу разбивается по дороге. Вне себя от горя, тетя с ненавистью обвиняет в случившемся Дели, якобы игравшую чувствами её сына, давшую ему надежду и затем отвергшую его любовь. Все сострадают матери, потерявшей единственного сына, считают Дели убийцей подававшего надежды молодого человека. С мрачной тенью на своем добром имени Дели вынуждена покинуть дом тетки.
Тем временем дела её компаньона Тома идут совсем неважно. В конце концов он решает продать свою долю своему помощнику Брентону Эдвардсу. Дели принимает решение самой вплотную заняться общим бизнесом. При этом ей приходится постоянно общаться с новым компаньоном — привлекательным, но независимо-свободолюбивым. По мере их общения отношение Дели к Брентону меняется: если вначале он вызывал в ней резкую неприязнь, то теперь все больше и больше нравится. Дели выходит за Брентона замуж и отказывается от карьеры художницы в Мельбурне ради жизни и путешествий по реке на пароходе. Однако жизнь непрерывно течет и меняется, как текут все реки Австралии, и брак Дели и Брентона претерпит немало испытаний, как материально-бытового, так и личного плана. Неприятие окружающими, особенно «речниками», Дели как деловой женщины и хозяйки парохода, нечестное соперничество других судовладельцев, неуспех в делах, поломка парохода, неверие в собственные силы и необходимость это преодолеть ради своего будущего и будущего близких людей — через все это проходит молодая женщина. Когда налаживаются дела, наступает личный кризис отношений Дели и Брентона, непросто расстающегося со своей былой независимостью и привыкающего к статусу семейного человека, мужа и отца. В молодой семье рождается сын, но потом Дели и Брентон расстаются. Он ищет счастья в прежней свободе, а она, будучи очень способной к живописи, едет учиться в Мельбурн. В Мельбурне Филадельфия находит новых друзей и свой круг общения, намного более подходящий ей по рождению, воспитанию и характеру. Перед Дели стоит непростой выбор — забыть о прошлом на реках Австралии и остаться в Мельбурне успешной художницей, соединив судьбу с искренне полюбившим её, достойным человеком, ценящим её талант, или вернуться к первой любви и отцу своего ребёнка — Брентону, который в разлуке понял, что любит только Дели. Друзья уговаривают Дели не губить себя и свой талант художницы среди простых австралийских «речников», с которыми её свела жизнь в трудные годы юности. Но Филадельфия с сыном возвращается к Брентону. Их любовь, очищенная испытаниями, и их судьба отныне будет до конца связана с реками Австралии, которые всегда текут.

## В ролях
| Актёр            | Роль               |
| ---------------- | ------------------ |
| Сигрид Торнтон   | Филадельфия Гордон |
| Джон Уотерс      | Брентон Эдвардс    |
| Паркер Стивенсон | Кира Джеймс        |
| Чарльз Тингвелл  | дядя Чарльз        |
| Дина Шеринг      | тётя Эстер         |
| Адриан Райт      | Алистер Рэбурн     |
| Диана Крейг      | Мисс Барретт       |
| Гус Меркурио     | Том Гричлей.       |